# Вікторівська сільська рада (Ширяївський район)
Ві́кторівська сільська́ ра́да — адміністративно-територіальна одиниця та орган місцевого самоврядування в Ширяївському районі Одеської області. Адміністративний центр — село Вікторівка.

## Загальні відомості
- Територія ради: 51,897 км²
- Населення ради: 864 особи (станом на 2001 рік)
- Територією ради протікає річка Журавка

## Населені пункти
Сільській раді були підпорядковані населені пункти:
- с. Вікторівка
- с. Мар'ївка

## Населення
Згідно з переписом УРСР 1989 року чисельність наявного населення села становила 997 осіб, з яких 443 чоловіки та 554 жінки.
За переписом населення України 2001 року в селі мешкало 855 осіб.

### Мова
Розподіл населення за рідною мовою за даними перепису 2001 року:
| Мова       | Відсоток |
| ---------- | -------- |
| українська | 95,25 %  |
| молдовська | 2,89 %   |
| російська  | 1,04 %   |
| вірменська | 0,69 %   |
| білоруська | 0,12 %   |

## Склад ради
Рада складалася з 12 депутатів та голови.
- Голова ради: Касько Ольга Миколаївна
- Секретар ради: Палілова Любов Василівна

### Керівний склад попередніх скликань
| Прізвище, ім'я, по батькові  | Основні відомості                                                          | Дата обрання | Дата звільнення |
| ---------------------------- | -------------------------------------------------------------------------- | ------------ | --------------- |
| Лабунський Микола Васильович | Сільський голова, 1947 року народження, член Соціалістичної партії України | 26.03.2006   | 31.10.2010      |
| Касько Ольга Миколаївна      | Сільський голова, 1968 року народження, освіта вища, член Партії регіонів  | 31.10.2010   |                 |

Примітка: таблиця складена за даними сайту Верховної Ради України

### Депутати
За результатами місцевих виборів 2010 року депутатами ради стали:

#### За суб'єктами висування
| Суб'єкт висування                                       | Кількість обраних депутатів | %  |
| ------------------------------------------------------- | --------------------------- | -- |
| Партія регіонів                                         | 9                           | 75 |
| Політична партія Всеукраїнське об'єднання «Батьківщина» | 3                           | 25 |

#### За округами
| № округу                                                | Прізвище, ім'я, по батькові     | Дата визнання обраним | Освіта  | Партійна приналежність                        | Відомості про обраного депутата                                                        |
| ------------------------------------------------------- | ------------------------------- | --------------------- | ------- | --------------------------------------------- | -------------------------------------------------------------------------------------- |
| Партія регіонів                                         |                                 |                       |         |                                               |                                                                                        |
| 1                                                       | Палілова Любов Василівна        | 01.11.2010            | середня | позапартійна                                  | Вікторівська сільська рада, секретар                                                   |
| 2                                                       | Богуславенко Віра Костянтинівна | 01.11.2010            | середня | позапартійна                                  | тимчасово не працює                                                                    |
| 4                                                       | Марущенко Олександр Павлович    | 01.11.2010            | середня | позапартійний                                 | тимчасово не працює                                                                    |
| 5                                                       | Павлікова Людмила Іванівна      | 01.11.2010            | середня | позапартійна                                  | Вікторівська сільська рада, бухгалтер                                                  |
| 6                                                       | Коноваленко Олександр Іванович  | 01.11.2010            | середня | позапартійний                                 | Вікторівська загальноосвітня школа І-ІІІ ст., тех. працівник                           |
| 8                                                       | Морозан Олександр Олександрович | 01.11.2010            | середня | позапартійний                                 | тимчасово не працює                                                                    |
| 9                                                       | Рудчик Людмила Миколаївна       | 01.11.2010            | середня | позапартійна                                  | тимчасово не працює                                                                    |
| 10                                                      | Немазенко Галина Олександрівна  | 01.11.2010            | вища    | позапартійна                                  | Вікторівська загальноосвітня школа І-ІІІ ст., директор                                 |
| 12                                                      | Радченко Ірина Леонтіївна       | 01.11.2010            | вища    | позапартійна                                  | територіальний центр управління праці та соціального захисту населення, соц. працівник |
| Політична партія Всеукраїнське об'єднання «Батьківщина» |                                 |                       |         |                                               |                                                                                        |
| 3                                                       | Лабунський Микола Васильович    | 01.11.2010            | вища    | член Всеукраїнського об'єднання «Батьківщина» | Вікторівська сільська рада, голова                                                     |
| 7                                                       | Завалій Олександр Миколайович   | 01.11.2010            | середня | член Всеукраїнського об'єднання «Батьківщина» | дорожньо-патрульна служба, інспектор                                                   |
| 11                                                      | Діянов Сергій Олександрович     | 01.11.2010            | середня | позапартійний                                 | тимчасово не працює                                                                    |